# Ashram (groupe)
Pour l'ermitage en Inde, voir Ashram.
Ashram est un groupe de musique italien composé de Sergio Panarella, Luigi Rubino et Leonardo Massa. Leur style musical est qualifié de néo-classique et leurs chansons sont poétiques et mélancoliques. Toutes les chansons comprennent du piano, du violon, du violoncelle et des parties vocales.

## Discographie

### Albums studio
- Ashram (2002)
- Shining Silver Skies (2006)
- Human and Divine (2017)